# Kombinat Tierzucht
Das VE Kombinat Tierzucht Paretz war ein Kombinat in der Deutschen Demokratischen Republik.
Das Kombinat war auf die Zucht von Nutztieren spezialisiert und trieb mit diesen auch Handel. Zu den, in den Betrieben des Kombinats gezüchteten, Tieren zählten unter anderem Pferde, Schweine, Schafe und Rinder. Neben der Organisation der Tierzucht wurden auch die Pferderennbahnen der DDR betrieben.

## Geschichte
Das Kombinat entstand 1988 und war Nachfolger der VVB Tierzucht Paretz. Diese wurde 1963 gegründet und umfasste ab dem Ende der 1960er Jahre die verschiedenen Kombinate Industrielle Mast. Die VVB nannte sich von 1969 bis 1971 VVB Tierzucht und industrielle Tierproduktion und wurde 1971 wieder in die VVB Tierzucht Paretz und die VVB Industrielle Tierproduktion Berlin (später Kombinat Industrielle Tierproduktion) aufgespalten. Mit der Kombinatsgründung wurde die Zentralstelle für Pferdezucht in Berlin-Karlshorst der Organisation angegliedert.
Das Kombinat unterstand dem Ministerium für Land-, Forst- und Nahrungsgüterwirtschaft. Weitere zentral geleitete Kombinate im Zuständigkeitsbereich dieses Ministeriums sind in der Liste von Kombinaten der DDR aufgeführt.
Im Zuge der Wende und der anschließenden Wiedervereinigung wurde das Kombinat 1990 aufgelöst und seine Betriebe wurden privatisiert.

## Organisation
Die Zusammensetzung des Kombinats umfasste verschiedene Gestüte, die zentrale Schäferschule der DDR, zwei Rennbahnbetriebe, ein zentrales Organisations- und Rechenzentrum, mehrere wissenschaftlich-technische-Zentren, über die die Forschung innerhalb der Industrie geleitet wurde, sowie diverse Volkseigene Güter (VEG) und Volkseigene Betriebe (VEB) im Bereich der Tierzucht. Es existierte je ein VEB Tierzucht pro Bezirk, der die Zuchtorganisation im Bezirk leitete. Die VEB Tierzucht wurden aus den Tierzuchtinspektionen, Besamungsbetrieben und Mastprüfungsanstalten des jeweiligen Bezirks zusammengelegt.
Der VEB Organisations- und Rechenzentrum Tierzucht Paretz (ORZ) betrieb ab 1972 drei Robotron 300 im Dreischicht-System. Im Jahr 1982 nahm eine EC 1040-Anlage den Betrieb auf und im Jahr 1986 eine zusätzliche EC 1036-Anlage. Die beiden neueren Anlagen der ESER-Reihe sollten sukzessive zur Ablösung der R 300-Systeme führen. Aufgaben des Betriebs lagen in der Datenverarbeitungsprojektierung, der rationellen Prüforganisation, der Verarbeitung und Speicherung anfallender Daten und der Informationsbereitstellung. Aufgabenstellungen bestanden dabei unter anderem in den Bereichen der Milchleistungsprüfung, der Zuchtwertschätzung, der Mast- und Schlachtleistungsprüfung, und der Melkbarkeitsprüfung.

## Zugehörige Betriebe
Zum Kombinat gehörten zuletzt die folgenden Betriebe: 
- Betriebsberufsschule für Schäfer
- VE Gestüt Boxberg
- VE Gestüt Görlsdorf
- VE Gestüt Graditz
- VE Gestüt Lehn
- VE Gestüt Neustadt/Dosse
- VE Gestüt Radegast
- VE Gestüt Zöthen
- VEB Organisations- und Rechenzentrum Tierzucht Paretz (ORZ)
- VE Pferdezuchtdirektion Süd Moritzburg
- VE Pferdezuchtdirektion Mitte Neustadt/Dosse
- VE Pferdezuchtdirektion Nord Redefin
- VEG Tierzucht Ballin
- VEG Tierzucht Barby
- VEG Tierzucht Bösewig
- VEG Tierzucht Bretsch
- VEG Tierzucht Cavertitz
- VEB Tierzucht Cottbus
- VEG Tierzucht Criewen
- VEB Tierzucht Dresden
- VEB Tierzucht Erfurt
- VEG Tierzucht Ferdinandshof
- VEB Tierzucht Frankfurt/Oder
- VEB Tierzucht Gera
- VEG Tierzucht Groß Kreutz
- VEB Tierzucht Halle
- VEG Tierzucht Heinersdorf
- VEG Tierzucht Hertefeld
- VEG Tierzucht "Georgi Dimitroff" Hirschfeld
- VEG Tierzucht Jena
- VEG Tierzucht Joachimshof
- VEG Tierzucht Jürgenstorf
- VEG Tierzucht Kamenz
- VEG Tierzucht Klockow
- VEB Tierzucht Karl-Marx-Stadt
- VEG Tierzucht Köllitsch
- VEG Tierzucht Kölsa
- VEG Tierzucht Lanke
- VEG Tierzucht Lebusa
- VEB Tierzucht Leipzig
- VEG Tierzucht Leppin
- VEB Tierzucht Magdeburg
- VEG Tierzucht Mücheln
- VEB Tierzucht Neubrandenburg
- VEG Tierzucht Neuenhagen
- VEG Tierzucht Nordhausen
- VEG Tierzucht Paulineaue
- VEB Tierzucht Potsdam
- VEG Tierzucht Reschwitz
- VEG Tierzucht Sandbeiendorf
- VEB Tierzucht Schwerin
- VEG Tierzucht Stockhausen
- VEG Tierzucht Wettin
- VEG Tierzucht Woldegk
- VEB Trabergestüte und Trabrennbahn Berlin-Karlshorst
- VEB Vollblutrennbahnen Hoppegarten
- WTZ für Biotechnik der Fortpflanzung Schönow
- WTZ für Rinderzucht und -produktion Paretz
- WTZ für Schafzucht und -produktion Klockow
- WTZ für Schweinezucht und -produktion Ruhlsdorf